# نهر باغوي
نهر باجوي (بالفرنسية: Bagoé River)‏ هو أحد روافد نهر باني في غرب إفريقيا. يتدفق عبر شمال ساحل العاج وجنوب مالي ويشكل جزءًا من الحدود بين الدولتين. كما أن أحد الروافد الرئيسية لباجوي هو نهر بانيفين.

## التاريخ
شكل نهر باغوي فاصلاً حدوديًا بين قوات تيبا تراوري ملك مملكة كيندوغو وقوات ساموري توري أمير سلطنة واسولو سنة 1884، وكان تجاوز النهر يُشكل تقدمًا لقوات الطرفين، مما أدى لنشوب معارك شديدة بالمنطقة آنذاك، حالت دون بقاء السكان بالمنطقة.